# Nový evangelický kostel (Kežmarok)
Nový evangelický kostel v Kežmarku byl postaven v letech 1879–1892 v eklektickém slohu a patří mezi národní kulturní památky Slovenské republiky.
Kostel postavil domácí stavitel Viktor Lazar podle projektu vídeňského architekta Theofila von Hansena. V letech 1907–1909 bylo na severní straně vybudováno mauzoleum Imricha Tökölyho. Kostel byl rekonstruován v letech 1969–1972.

## Galerie

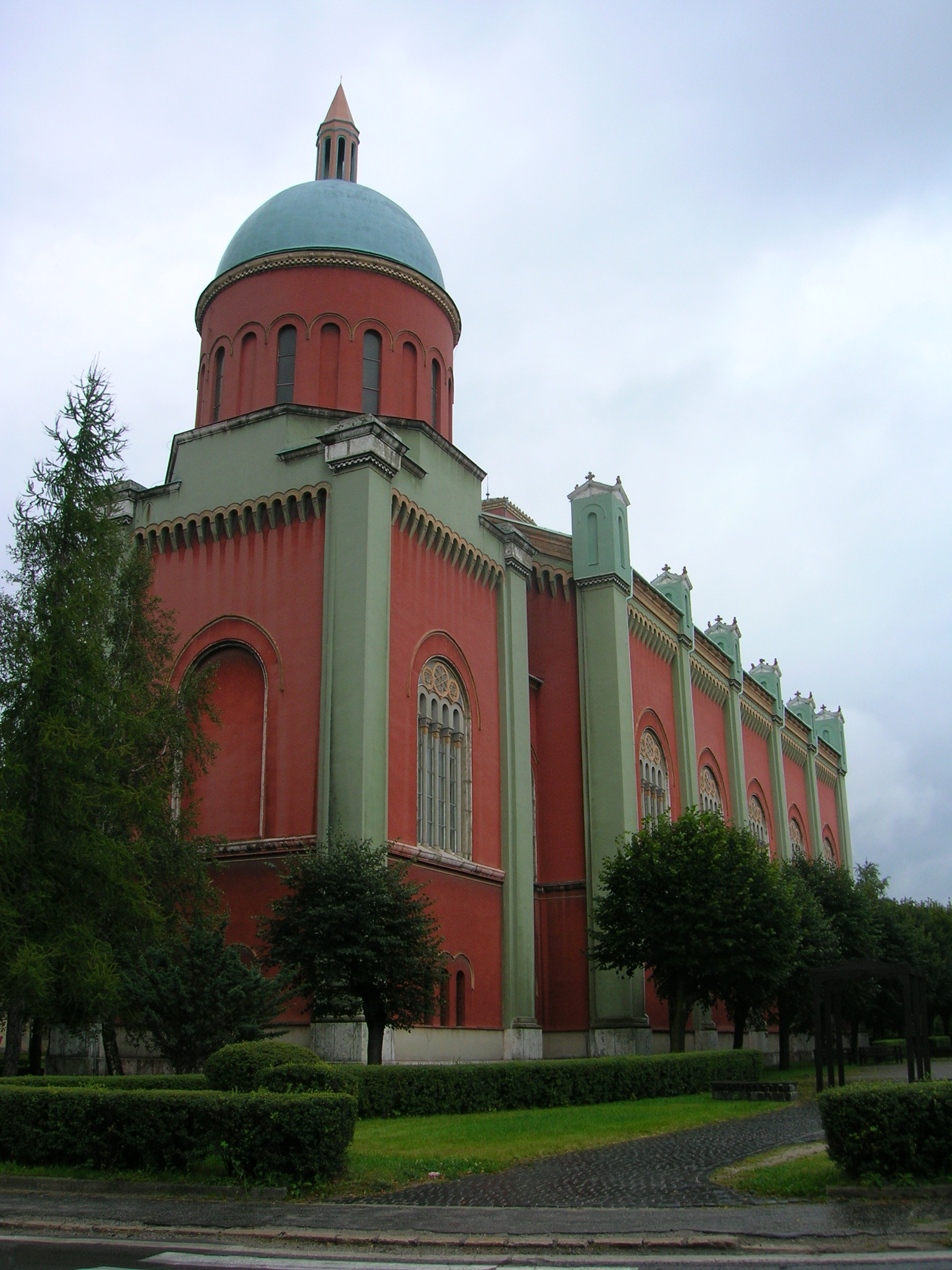
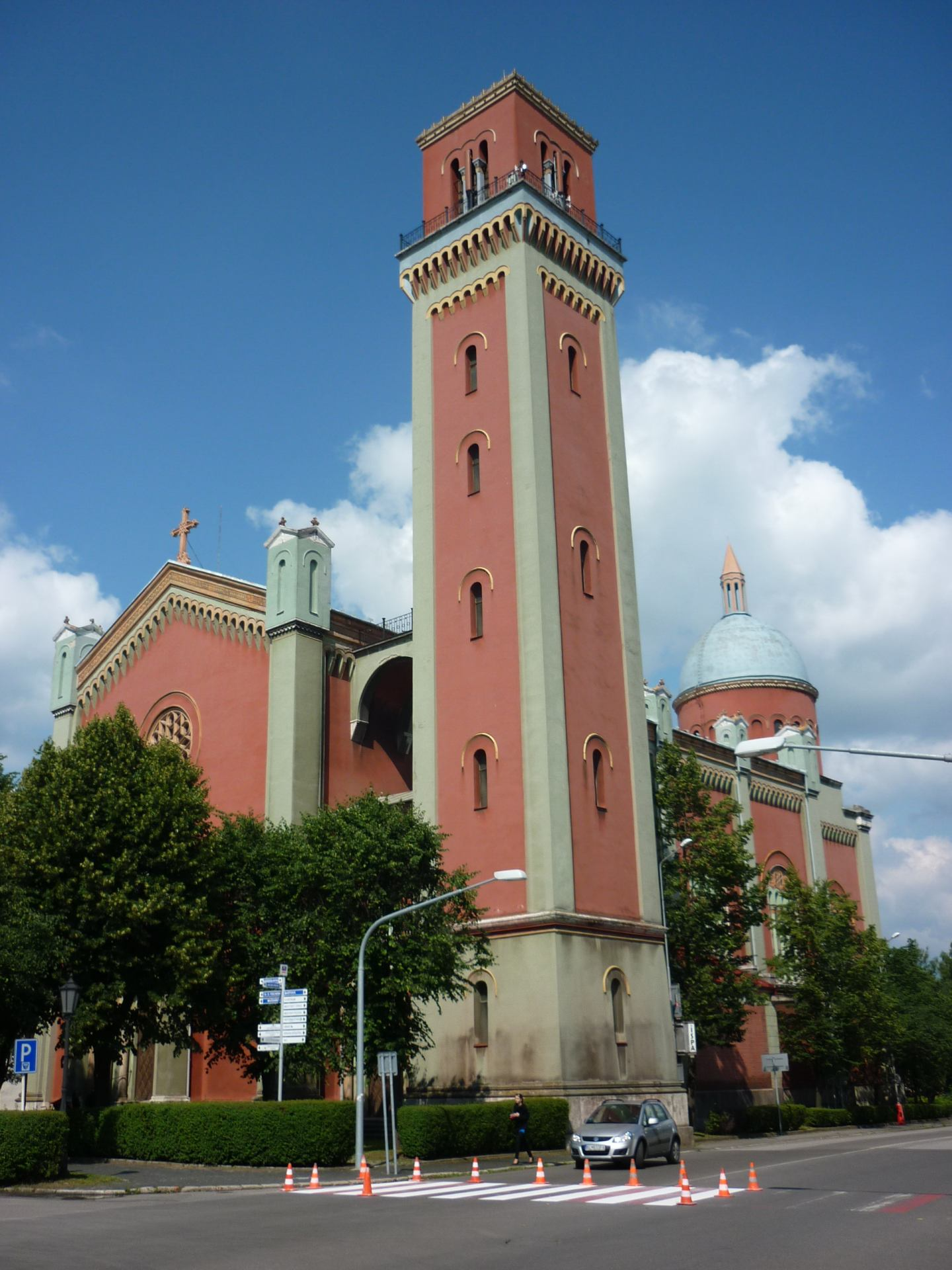
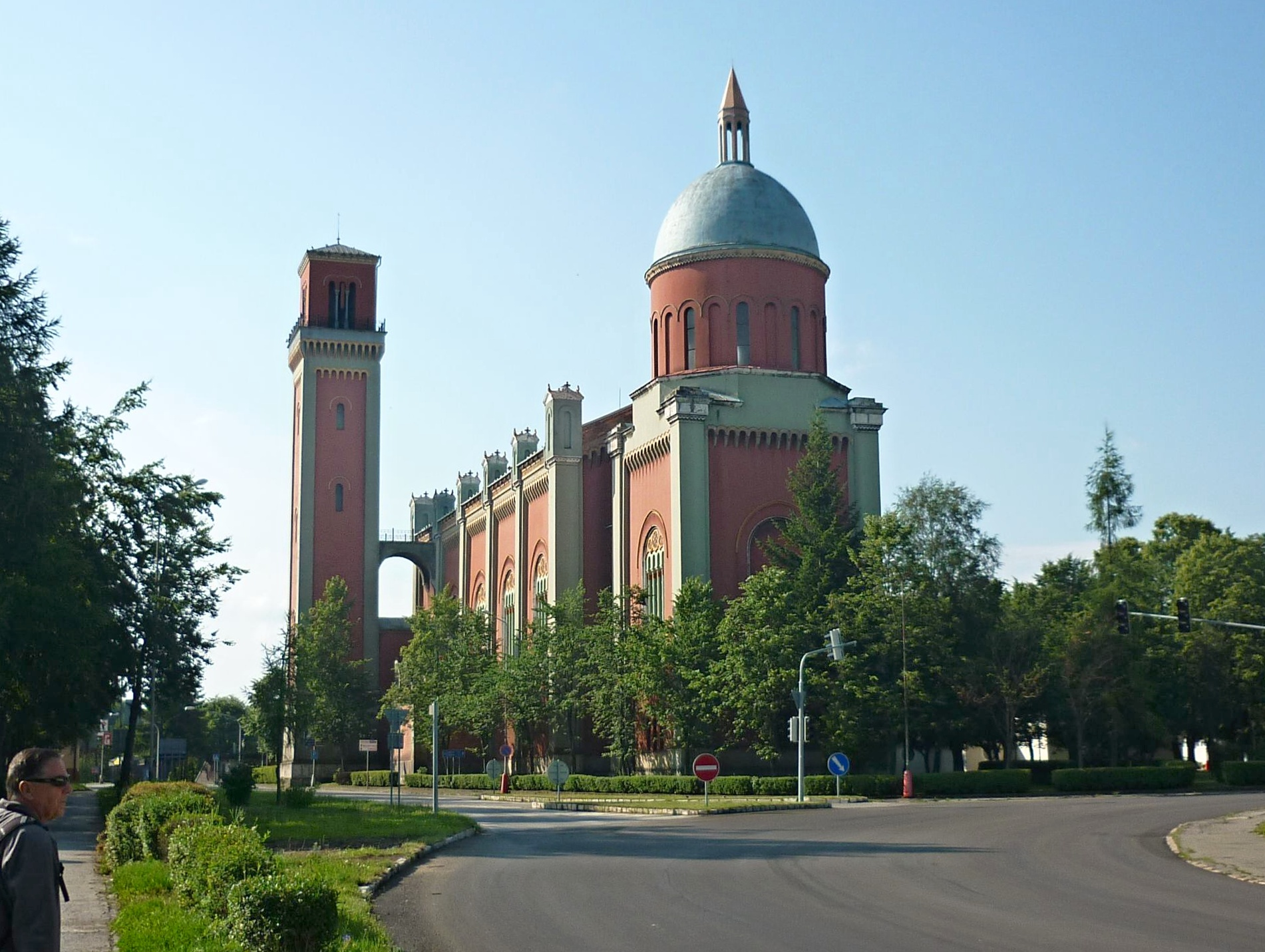
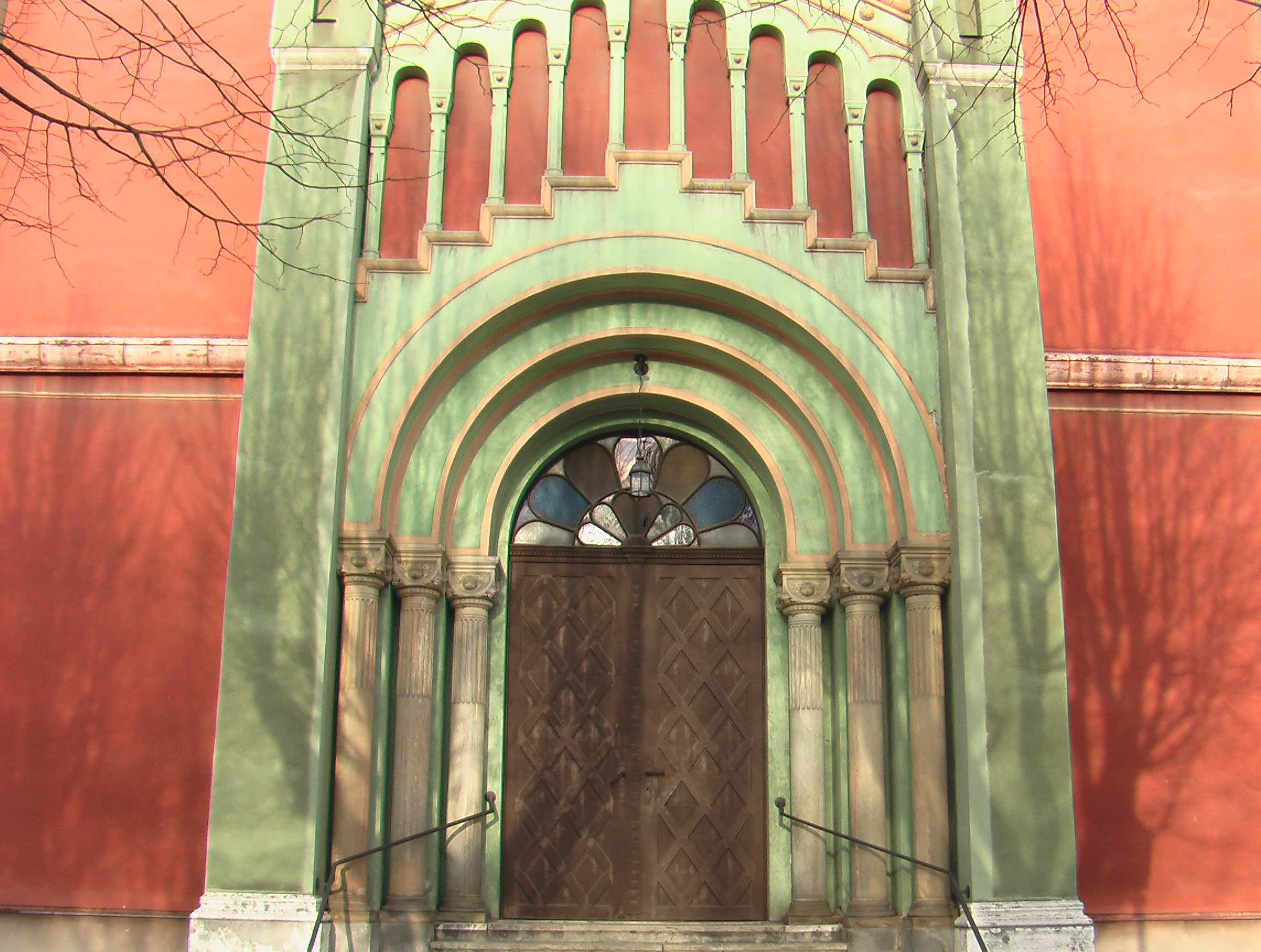
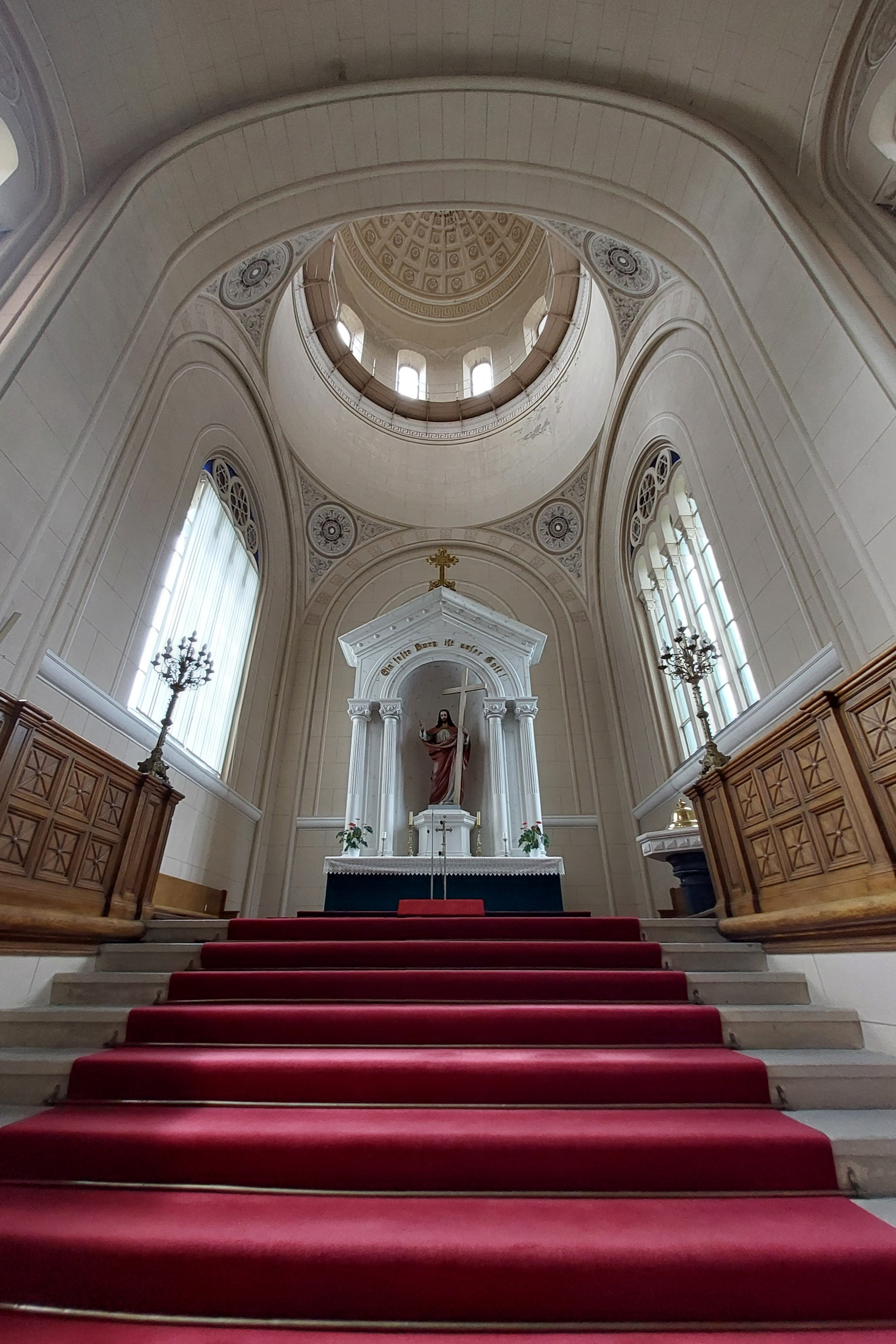
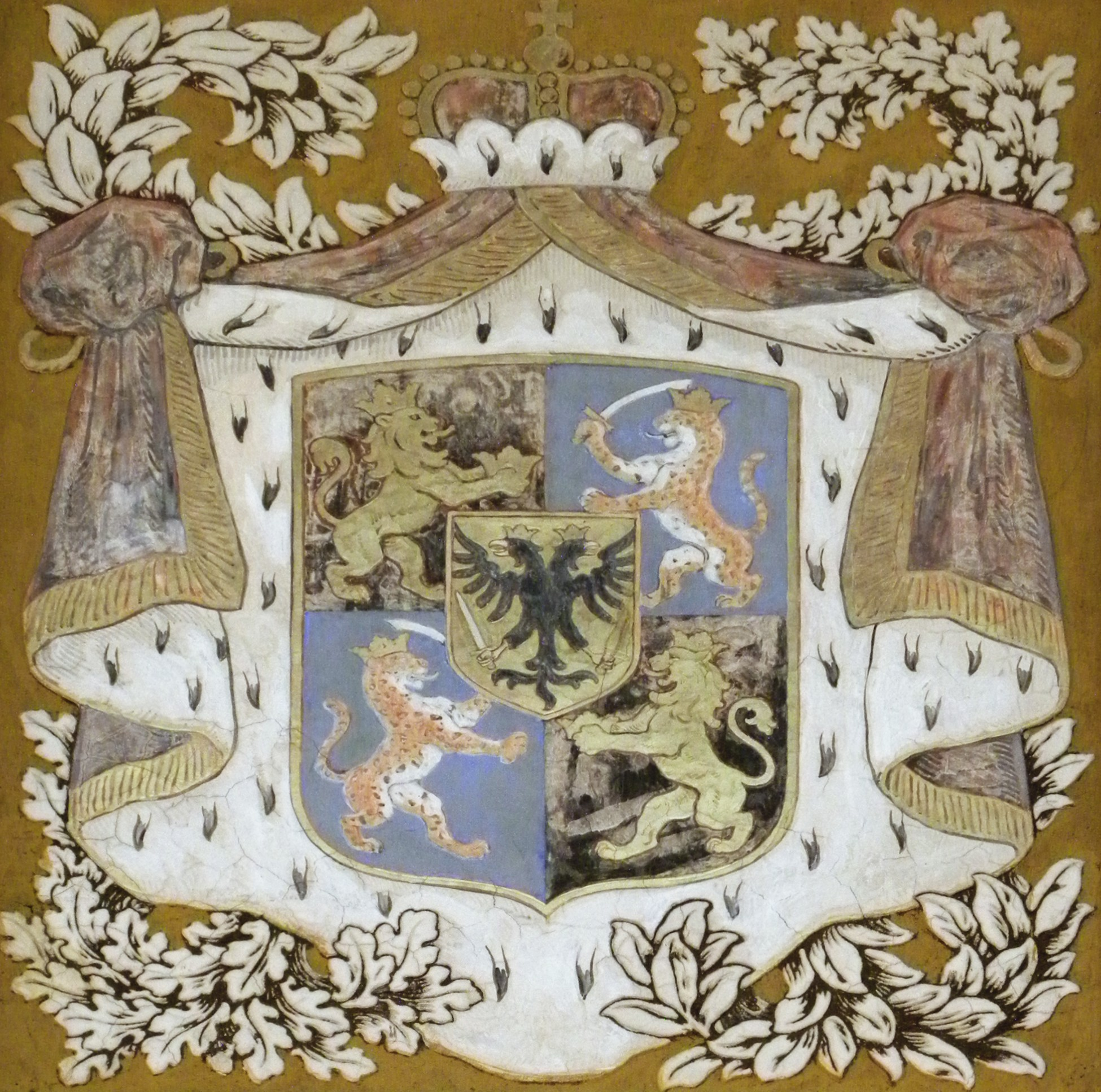